# Torsten Johansson (fotbollsspelare, Gais)
Ej att förväxla med Torsten Johansson, IFK Norrköpings samtida landslagsman.
Torsten Johansson var en svensk fotbollsspelare som representerade Gais 1937–1939.
Johansson spelade sju allsvenska matcher för Gais säsongen 1937/1938, då Gais åkte ur serien, och sedan tio ytterligare seriematcher i division II västra säsongen 1938/1939. Hans enda seriemål för klubben kom i ett derby mot IFK Göteborg i division II den 12 augusti 1938, då han i den tredje minuten slog in en lång frispark direkt i mål i en match som slutade 1–1.